# Григорій (Закаляк)
Архієпископ Григорій (в миру Григорій Михайлович Закаляк, 5 лютого 1908, Ходорів, нині Львівської області — 9 лютого 1984, Мукачеве)  — український релігійний діяч. Греко-католицький священник, який перейшов на православ'я. Учасник ліквідаторського собору 1946 року. Згодом єпископ Російської православної церкви, архієпископ Мукачівський та Ужгородський РПЦ МП.

## Біографія
1928 року закінчив класичну гімназію в місті Станиславові і в тому ж році поступив в Львівський університет на юридичний факультет. Закінчивши університет 1932 року, вступив до греко-католицької духовної семінарії у Станиславові. Після закінчення семінарії 8 червня 1936 року рукопокладений на диякона, а 15 червня на ієрея у Станіславівському кафедральному храмі єпископом Григорієм Хомишиним. З 1938 року — настоятель Свято-Покровського храму міста Станиславова.
1945 року примушений спецслужбами СССР до участі в ініціативній групі з ліквідації УГКЦ і брав активну участь у Львівському псевдособорі, що проходив 8-10 березня 1946 року. 1947 року возведений у сан протоієрея. З 1949 року став секретарем Станіславського Єпархіального Управління. 18 жовтня 1954 року нагороджений митрою.

### Єпископ Московської патріархії
Постановою Священного Синоду від 11 вересня 1956 року призначений єпископом Дрогобицький та Самбірський.
17 вересня 1956 року в Свято-Успенській Почаївській Лаврі був пострижений у чернецтво. 21 вересня висвячений у сан архімандрита.
27 вересня у Свято-Успенському кафедральному соборі міста Одеси хіротонізований в єпископа Дрогобицького та Самбірського. Чин хіротонії здійснювали: Патріарх Московський Алексій, архієпископи: Херсонський та Одеський Борис, Станіславський та Коломийський Антоній, Львівський та Тернопільський Паладій, Кишинівський та Молдавський Нектарій та єпископ Новоросійський Сергій.
У зв'язку зі скасуванням Дрогобицької області 1959 року, Дрогобицька єпархія увійшла до складу Львівської єпархії, а єпископ Григорій 21 травня 1959 року призначений єпископом Чернівецьким та Буковинським.
15 вересня 1960 року призначений єпископом Львівським та Тернопільським, продовжуючи керувати і Чернівецькою єпархією до 16 березня 1961 року.
З 15 жовтня 1964 року — єпископ Чернівецький та Буковинський. 26 жовтня 1964 року звільнений на спокій через хворобу, згідно з проханням.
З 5 лютого 1965 року — архієпископ Мукачівський та Ужгородський. 1965 року в числі 9 архієреїв підписав «Заяву», складену архієпископом Калузьким та Боровським Ермогеном (Голубєвим), в якому ставилося під питання канонічна спроможність прийнятих під тиском влади рішень Архієрейського Собору 1961 року в частині «реформи парафіяльного керування». Під тиском влади відкликав свій підпис.
18 березня 1977 року звільнений від керування Мукачівською єпархією зі звільненням на спокій та призначенням архієрейської пенсії.
Помер 9 лютого 1984 року на 77-му році життя. Відспівування його 11 лютого в Києві здійснив єпископ Мукачівський та Ужгородський Савва (Бабинець). Похований в гробниці ним же самим приготовленої на кладовищі в Мукачеві.